# کوداهو وادلو
کوداهو وادلو (به لاتین: Kudahuvadhoo) یک منطقهٔ مسکونی در مالدیو است. کوداهو وادلو ۲٬۵۰۶ نفر جمعیت دارد.